# Sonate pour piano et violon en si bémol majeur K. 378
La Sonate pour violon no 26 en si bémol majeur K. 378/317d est une sonate pour violon et piano de Mozart. Composée au début de 1779 à Salzbourg, elle est publiée en juillet 1781 chez l'éditeur Artaria sous l'Opus 2 avec cinq sonates comprenant les sonates K. 296, K. 376, K. 377, K. 379, K. 380. Ce recueil de six sonates est dédié à Josepha Barbara Auernhammer.
Le manuscrit se trouvait à la Bibliothèque d'État de Berlin et a disparu à la fin de la guerre.

## Analyse de l'œuvre
La sonate comprend trois mouvements :
1. Allegro moderato, en si bémol majeur, à , 193 mesures
2. Andante sostenuto e cantabile, en mi bémol majeur, à , 62 mesures
3. Rondeau:Allegro, en si bémol majeur, à 
 puis à  (mesure 151) puis « come prima » (mesure 189), 231 mesures

- Durée d'exécution : environ 23 minutes.